# Team Berlin 1
Team Berlin 1 ist Deutschlands erfolgreichstes Team im Synchroneiskunstlauf beim Berliner TSC.

## Geschichte
Das Team Berlin 1 hat seit der Gründung im Jahr 1994 bisher 28 deutsche Meistertitel in Folge errungen. International gehören die Berliner seit Jahren zu den Top-Teams der besten Synchron-Eiskunstlauf-Nationen neben Schweden, Finnland, USA, Russland und Kanada.
Titelgewinne bei ISU-Wettkämpfen wie dem „Spring Cup“ (Italien), „Prague Cup“ (Tschechien), „Neuchâtel Trophy“ (Schweiz) und Silbermedaillen beim „Cup of Berlin“ (Deutschland), beim „Budapest Cup“ (Ungarn), und bei der „Zagreb Snowflakes Trophy“ (Kroatien) etablierten das Team Berlin 1 endgültig als Spitzenmannschaft. Parallel zur laufenden Wettkampf-Saison gehören auch TV-Auftritte und Eisshows zum Repertoire des Team Berlin 1.
So kann das Team Engagements vorweisen für die jährliche Ice-Gala der ARD, für Eurosport, Holiday on Ice, die Media Markt Eisgala sowie für Musikvideos, außerdem als Gäste von Stefan Raab oder bei einer Weltpremiere der Audi AG in Ingolstadt.

## Zusammensetzung
Das Team besteht aus rund 20 Läufern. 16 Läufer bilden gemäß ISU-Reglement bei Wettbewerben eine „synchrone Einheit“. Eine Teamreduzierung wurde von der International Skating Union (ISU) im Juni 2006 beschlossen. So wurden die Teams von vorher 20 auf jetzt 16 Stammläufer herabgesetzt. Damit sollen langfristig viele Mannschaften auf hohem Niveau bestehen und konkurrenzfähig bleiben können.
Mehrere Jahre lang unterstützte die schwedische Trainerin Andrea Dohany (mehrfache Weltmeisterin mit Team Surprise) als technische und choreografische Beraterin die Berliner.

## Erfolge

### Saison 2023/2024
- 1. Platz – Deutsche Meisterschaft (Berlin)- der 28. Deutsche Meistertitel in Folge
- 1. Platz – Shanghai Trophy 2023 (Shanghai/ China)

### Saison 2014/2015
- 1. Platz – Deutsche Meisterschaft (Berlin)- der 20. Deutsche Meistertitel in Folge
- 3. Platz – Cup of Berlin 2015 (Berlin)
- 5. Platz – Mozart Cup (Salzburg, Österreich)
- 5. Platz – Spring Cup 2015 (Mailand/Italien)
- 10. Platz – Weltmeisterschaft (Hamilton/Kanada)

### Saison 2013/2014
- 1. Platz – Deutsche Meisterschaft (Berlin)
- 5. Platz – Mozart Cup (Salzburg, Österreich)
- 3. Platz – Neuchátel Trophy (Neuchâtel/ Schweiz)
- 13. Platz – Weltmeisterschaft (Courmayeur, Italien)

### Saison 2012/2013
- 1. Platz – Deutsche Meisterschaft (Berlin)
- 3. Platz – Cup of Berlin 2013 (Berlin)
- 2. Platz – Spring Cup 2013 (Mailand/Italien)
- 3. Platz – Zagreb Snowflakes Trophy 2013 (Zagreb/ Kroatien)
- 10. Platz – Weltmeisterschaft (Boston, Massachusetts/USA)

### Saison 2011/2012
- 1. Platz – Deutsche Meisterschaft (Dresden)
- 4. Platz – Spring Cup 2012 (Mailand/Italien)
- 2. Platz – Zagreb Snowflakes Trophy 2012 (Zagreb/ Kroatien)
- 9. Platz – Weltmeisterschaft (Göteborg/Schweden)

### Saison 2010/2011
- 1. Platz – Deutsche Meisterschaft (Berlin)
- 2. Platz – Cup of Berlin 2011 (Berlin)
- 6. Platz – French Cup 2011 (Rouen/ Frankreich)
- 11. Platz – Weltmeisterschaft (Helsinki/ Finnland)

### Saison 2009/2010
- 1. Platz – Deutsche Meisterschaft (Berlin)
- 4. Platz – Cup of Berlin 2010 (Berlin)
- 2. Platz – Spring Cup 2010 (Mailand/ Italien)
- 1. Platz – Zagreb Snowflakes Trophy 2010 (Zagreb/ Kroatien)
- 8. Platz – Weltmeisterschaft (Colorado Springs, Colorado/ USA)

### Saison 2008/2009
- 1. Platz – Deutsche Meisterschaft (Oberstdorf)
- 7. Platz – Prague Cup 2009 (Prag/ Tschechien)
- 1. Platz – Spring Cup 2009 (Mailand/ Italien)
- 8. Platz – Weltmeisterschaft (Zagreb/ Kroatien)

### Saison 2007/2008
- 1. Platz – Deutsche Meisterschaft (Dresden)
- 5. Platz – Cup of Berlin 2008 (Berlin)
- 2. Platz – Zagreb Snowflakes Trophy (Zagreb/ Kroatien)
- 7. Platz – Weltmeisterschaft (Budapest/ Ungarn)

### Saison 2006/2007
- 1. Platz – Deutsche Meisterschaft (Oberstdorf)
- 6. Platz – Prague Cup 2007 (Prag/ Tschechien)
- 2. Platz – Zagreb Snowflakes Trophy (Zagreb/ Kroatien)
- 9. Platz – Weltmeisterschaft (London/ Kanada)

### Saison 2005/2006
- 1. Platz – Deutsche Meisterschaft (Berlin)
- 2. Platz – Cup of Berlin 2006 (Berlin)
- 1. Platz – Spring Cup (Mailand/ Italien)
- 8. Platz – Weltmeisterschaft (Prag/ Tschechien)

### Saison 2004/2005
- 1. Platz – Deutsche Meisterschaft
- 2. Platz – Cup of Berlin (Berlin)
- 2. Platz – Spring Cup (Mailand/ Italien)
- 5. Platz – Weltmeisterschaft (Göteborg/ Schweden)

### Saison 2003/2004
- 1. Platz – Deutsche Meisterschaft
- 3. Platz – Prague Cup (Prag/ Tschechien)
- 5. Platz – Weltmeisterschaft (Kroatien)

### Saison 2002/2003
- 1. Platz – Dinslaken Trophy (Deutschland)
- 1. Platz – Deutsche Meisterschaft
- 1. Platz – Prague Cup (Prag/ Tschechien)
- 2. Platz – Neuchátel Trophy (Neuchâtel/ Schweiz)
- 6. Platz – Weltmeisterschaft (Kanada)